# Enneadesmus evacanthus
Enneadesmus evacanthus är en skalbaggsart som beskrevs av Pierre Lesne 1901. Enneadesmus evacanthus ingår i släktet Enneadesmus och familjen kapuschongbaggar. Inga underarter finns listade i Catalogue of Life.